# Xystrocera marginipennis
Xystrocera marginipennis es una especie de escarabajo longicornio del género Xystrocera, categorizada en la tribu Xystrocerini, de la subfamilia Cerambycinae. Fue descrita por Murray en 1870.

## Descripción
Mide 12-26 mm de longitud.

## Distribución
Se distribuye por Benín, Camerún, Costa de Marfil, Ghana, Nigeria, República Centroafricana y Togo.